# Сан-Фернандо (Чьяпас)
Сан-Фернандо (исп. San Fernando) — малый город в Мексике, штат Чьяпас, входит в состав одноимённого муниципалитета и является его административным центром. Численность населения, по данным переписи 2020 года, составила 11 867 человек.

## История
Поселение было основано в доиспанский период народом соке под названием Shahuipac, что можно перевести как — обезьяний овраг. Ацтеки, после прихода в эти земли, называли поселение Osumapa, что с языка науатль можно перевести как — место обезьян.
В колониальный период поселение являлось асьендой Анимас под управлением семьи Олачеа-и-Мичелена.
20 октября 1851 года губернатор штата Фернандо Мальдонадо присвоил поселению статус посёлка и переименовал в San Fernando — в честь католического святого Фернандо.
В 1934 году губернатор Викторио Грахалес, борясь с именами святых в названиях населённых пунктов, переименовал посёлок в Вилья-Альенде, повысив его до статуса малого города.
10 ноября 1944 года губернатор Рафаэль Паскасио Гамбоа вернул городку его прежнее название — Сан-Фернандо.